# Zaltas
Zaltas (em grego medieval: Ζαλτᾶς; em húngaro: Zoltán; ca. 880 ou 903 – c. 950) ou Zolta, é citado no Feitos dos Húngaros como terceiro grão-príncipe da Hungria em sucessão de seu pai Arpades ca. 907. Embora dos autores modernos tenderem a não aceitar o relato de seu reinado, pois outros cronistas não listam-o entre os governantes húngaros, há consenso de que mesmo se Zaltas nunca ascendeu ao trono, todos os monarcas reinantes da Hungria da Casa de Arpades após cerca de 955 descendem dele.

## Vida

### Zaltas noFeitos dos Húngaros

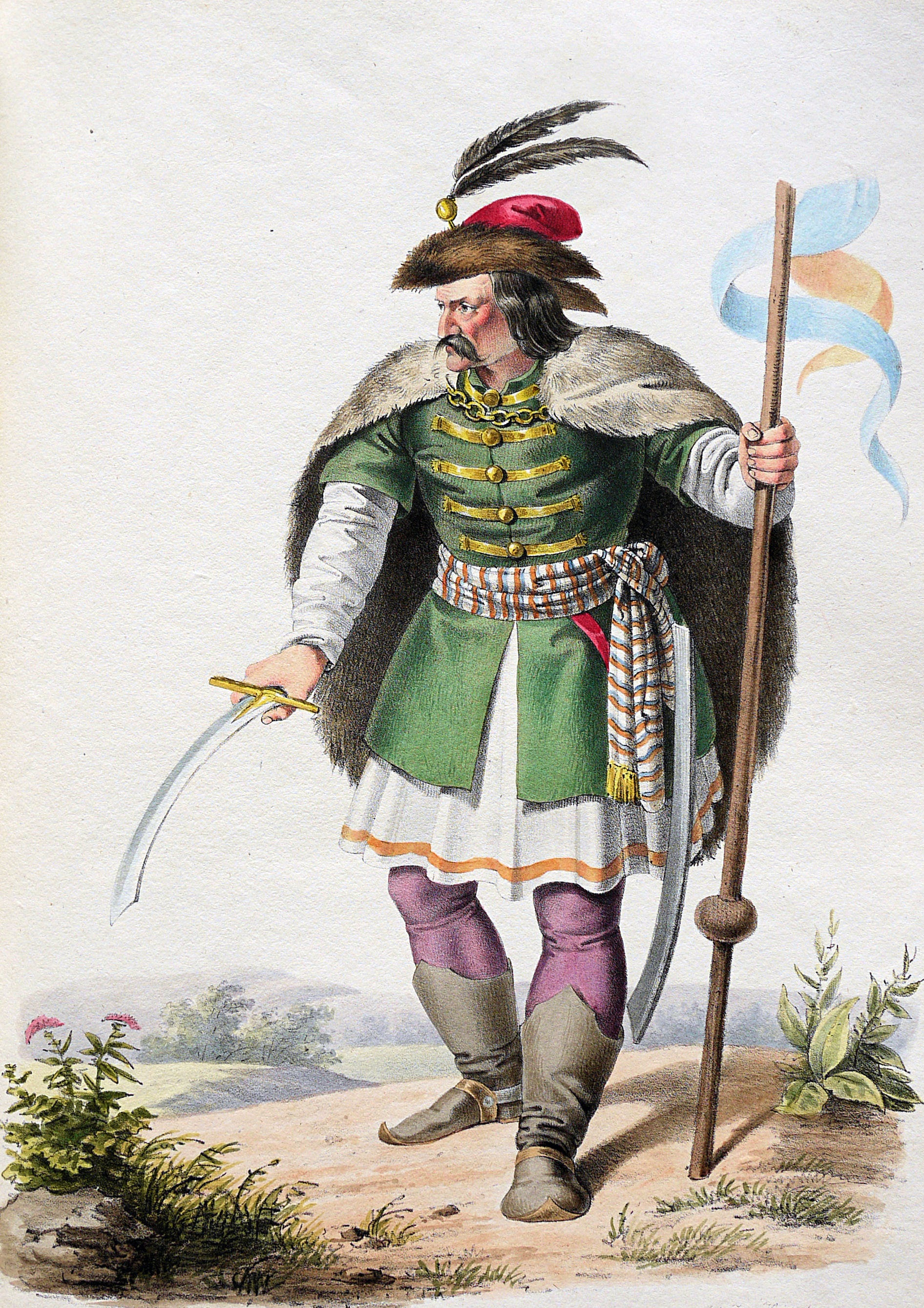
Representação litográfica moderna dele

A principal fonte dos historiadores sobre sua vida é o Feitos dos Húngaros, uma crônica do século XII, cujo escritor é conhecido como Anônimo. Segundo essa fonte, Zaltas era o único filho de grão-príncipe da Hungria Arpades. Em contraste, o quase-contemporâneo imperador Constantino VII (r. 913–959) escreve que "Zaltas" era o quarto filho de Arpades. O nome de Zaltas aparentemente derivou do título árabe sultão com mediação turca, mas estudiosos modernos não aceitam essa etimologia.
Para Anônimo, Zaltas nasceu após 903, em sua segunda campanha de Arpades contra Menumoruto, um dos líderes locais que são solenemente mencionados no Feitos dos Húngaros entre os oponentes dos húngaros durante sua conquista da bacia dos Cárpatos. Na narrativa, Menumoruto foi forçado a se render e deu sua filha em casamento a Zaltas em 904 ou 905. Quando Menumoruto morreu, Zaltas herdou o ducado de seu sogro a leste do Tísia, que Anônimo afirma que foi herdado pelos "povos que são chamados Cazares". Anônimo também afirma que Zaltas, ainda menor de idade, sucedeu seu pai que morreu cerca de 907. Zaltas, por sua vez, mais tarde abdicou em favor de seu filho Taxis e morreu "no terceiro ano do reinado de seu filho".
| “ | E seu filho Zaltas sucedeu-o [Arpades], que foi similar a seu pai em caráter mas dissimilar em aparência. O príncipe Zaltas era um pouco ceceoso e pálido, com cabelo macio e loiro, de estatua mediana; um duque guerreiro, bravo em espírito, misericordioso a seus súditos, de doce discurso, mas cobiçoso de poder, a quem todos os principais homens e guerreiros da Hungria amaram maravilhosamente. Algum tempo depois, quando Zaltas tinha 13 anos, todos os principais homens do reino pelo conselho comum e de igual desejo nomearam reitores do reino sob o príncipe para consertar através da orientação do direito consuetudinário os conflitos e ações judiciais de litigantes. | ” |
|   | — Anônimo, Feitos dos Húngaros. |   |

## Visão moderna
Hoje os historiadores rejeitam muitos detalhes da vida e Zaltas apresentados por Anônimo. Por exemplo, o historiador húngaro Gyula Kristó diz que Zaltas nasceu cerca de 880 em vez de cerca de 903. Seu colega romeno Alexandru Madgearu igualmente escreve que Zaltas nasceu muitos anos antes de 903 ou seu casamento deve ter ocorrido anos depois de 904.
A identidade do sogro de Zaltas é também debatida. O medievalista Pál Engel diz que Menumoruto é uma das "figuras imaginárias" inventadas por Anônimo de modo a descrever as guerras de conquista heroicas dos húngaros contra ele. Charles R. Bowlus diz que foi governante morávio cujo casamento de sua filha com ele simbolizou o fim da "Grande Morávia". O medievalista Tudor Sălăgean também diz que Menumoruto era real e o governante de um dos ducados habitados pelos romenos, eslavos e muitas outras pessoas na virada do século IX ao X.
A afirmação de Anônimo de que Zaltas sucedeu seu pai como grão-príncipe, ou mesmo a ideia de que governou a confederação das tribos húngaras também foi desafiado. Por exemplo, o historiador Sándor L. Tóth diz que Zaltas, sendo o mais jovem entre os quatro filhos de Arpades, dificilmente precederia seus irmãos na linha de sucessão. Kristó também diz que outros cronistas não citam o governo de Zaltas, implicando que Anônimo apenas inseriu Zaltas na lista incompletamente preservada dos grão-príncipe pois sabia que todos os monarcas húngaros da Casa de Arpades descendiam dele.